# Monica Potter
Monica Louise Brokaw, meglio nota come Monica Potter (Cleveland, 30 giugno 1971), è un'attrice statunitense.

## Biografia
È la seconda di quattro figlie, la sua era una famiglia molto cattolica ed ha frequentato la "Villa Angela Catholic School" per ragazze. Ha perseguito la carriera di modella a Chicago e Miami prima di trasferirsi a Los Angeles nel 1994. Nello stesso anno ha recitato nella soap opera Febbre d'amore nel ruolo di Sharon Collins.
Nel 1998 interpreta il ruolo di Carin, a fianco di Robin Williams nel celebre film Patch Adams. Nel 2006 ha ottenuto una nomination agli Emmy Award, per l'interpretazione nella serie televisiva Boston Legal. Dal 2010 recita nella parte di Kristina Braverman nella serie televisiva Parenthood della NBC.

## Vita privata
Si è sposata due volte: la prima volta il 21 luglio 1990 con Tom Potter, da cui ha divorziato nel 1998 e da cui ha avuto due figli (David e Liam), mentre il secondo matrimonio è avvenuto nel luglio 2005 con Daniel Christopher Allison, un chirurgo ortopedico, dal quale ha avuto sempre nel 2005 una figlia (Molly Brigid). Nel febbraio 2018 la coppia ha divorziato.

## Riferimenti nella cultura di massa
La canzone Mrs. Potter's Lullaby dei Counting Crows è stata scritta su di lei.

## Filmografia

### Cinema
- Bulletproof, regia di Ernest R. Dickerson (1996)
- Con Air, regia di Simon West (1997)
- Il mio campione (A Cool, Dry Place), regia di John N. Smith (1998)
- Martha da legare (Martha, Meet Frank, Daniel and Laurence), regia di Nick Hamm (1998)
- Without Limits, regia di Robert Towne (1998)
- Patch Adams, regia di Tom Shadyac (1998)
- La ragazza di Las Vegas (Heaven or Vegas), regia di Gregory C. Haynes (1999)
- Top model per caso (Head Over Heels), regia di Mark Waters (2001)
- Nella morsa del ragno - Along Came a Spider (Along Came a Spider), regia di Lee Tamahori (2001)
- I'm with Lucy, regia di Jon Sherman (2002)
- Saw - L'enigmista (Saw), regia di James Wan (2004)
- Lower Learning, regia di Mark Lafferty (2008)
- L'ultima casa a sinistra (The Last House on the Left), regia di Dennis Iliadis (2009)
- Disordered, regia di Lidor Farkash – cortometraggio (2014)

### Televisione
- Febbre d'amore (The Young and the Restless) – soap opera, 1 puntata (1994)
- The Lunchbox Chronicles – film TV (2003)
- The Amazing Westerbergs – film TV (2004)
- Reversible Errors – Falsa accusa (Reversible Errors), regia di Mike Robe – film TV (2004)
- Boston Legal – serie TV, 21 episodi (2004-2005)
- Protect and Serve, regia di Sergio Mimica-Gezzan (2007)
- Trust Me – serie TV, 13 episodi (2009)
- Parenthood – serie TV, 103 episodi (2010-2015)

## Doppiatrici italiane
Nelle versioni in italiano dei suoi film, Monica Potter è stata doppiata da:
- Tiziana Avarista in Martha da legare, Nella morsa del ragno - Along Came a Spider, Boston Legal, L'ultima casa a sinistra
- Barbara De Bortoli in Patch Adams, Parenthood
- Chiara Colizzi in Top model per caso, Trust Me
- Irene Di Valmo in Saw - L'enigmista
- Miriam Spera in Con Air
- Patrizia Mottola in Febbre d'amore
- Emanuela Rossi ne Il mio campione
- Giò Giò Rapattoni in Falsa accusa
- Alessandra Korompay in Wisdom of the Crowd - Nella rete del crimine